# Eliza Biscaccianti
Eliza Biscaccianti (Boston, 1824 – Parigi, luglio 1896) è stata un soprano statunitense.
Di origine italiana, fu una delle prime star dell'opera lirica negli Stati Uniti.

## Biografia
Eliza Biscaccianti nasce Eliza Ostinelli a Boston, Massachusetts nel 1836 in una famiglia di musicisti. Suo padre Louis Ostinelli era un violinista italiano, direttore a Boston della Handel and Haydn Society. La madre, Sophia Hewitt, era organista e pianista. 
A 18 anni, Eliza si recò con il padre a studiare canto in Italia, dove ebbe per insegnante Giuditta Pasta, e fece il suo debutto operistico professionale al Teatro Lirico di Milano nel maggio 1847 nell'Ernani di Giuseppe Verdi. In Italia si sposò con il violoncellista, conte Alessandro Biscaccianti, con il quale tornò negli Stati Uniti alla fine del 1847 con un contratto con l'Astor Opera House di New York. Da allora cominciò un'attiva carriera che da New York la portò nei maggiori teatri degli Stati Uniti: Filadelfia, Boston, per stabilirsi quindi dal 15 marzo 1852 al 15 gennaio 1853 a San Francisco, allora il centro lirico più importante del paese.
Eliza Biscaccianti fu la prima vera grande star italiana dell'opera americana. Nel 1853 compì una tournée in Sud America e si esibì quindi di nuovo in Nord America ed Europa, anche se il suo successo fu condizionato da scandali sentimentali che ne danneggiarono gravemente la carriera.
Lasciate le scene, fu insegnante di canto a Milano. Morì in condizioni di quasi povertà a Parigi, ospite di una casa per anziani musicisti e artisti creata in onore di Gioachino Rossini.